# Frente de Salvación Nacional (Rumania)

Frente de Salvación Nacional (rumano: Frontul Salvării Naţionale, FSN) fue el nombre del grupo gobernante de Rumania en las primeras semanas después de la revolución contra el gobierno comunista de Nicolae Ceausescu. Posteriormente, el FSN se convirtió en partido político, y es el antecesor de dos de los dos grandes partidos políticos rumanos de la actualidad: el Partido Socialdemócrata (PSD) y el Partido Demócrata (PD).

## Historia

### Creación
En marzo de 1989, seis importantes miembros del Partido Comunista Rumano (PCR) escribieron una carta abierta al presidente de la República socialista de Rumania Nicolae Ceausescu donde exponían su desacuerdo con ciertos abusos de poder y la política económica de la República Socialista de Rumania. La llamada Carta de los seis circuló en medios de países capitalistas y fue leída en Radio Free Europe, donde fue descrita como el manifiesto de una organización clandestina llamada Frente de Salvación Nacional. 
El 21 de diciembre de ese mismo año, entre 80 y 100 mil personas se reunieron en las inmediaciones de la sede del Comité Central del PCR, en la capital Bucarest, acudiendo a un llamado del propio Ceausescu. Ante la oposición manifestada por los asistentes a la plaza, Nicolae Ceauşescu abandonó el lugar —aconsejado por sus colaboradores militares— y luego fue capturado, juzgado y ejecutado el 25 de diciembre.

## Resultados electorales
| Election | Cámara de Diputados | Cámara de Diputados | Cámara de Diputados | Senado    | Senado | Senado   | Posición | Estado           |
| Election | Votos               | %                   | Asientos            | Votos     | %      | Asientos | Posición | Estado           |
| -------- | ------------------- | ------------------- | ------------------- | --------- | ------ | -------- | -------- | ---------------- |
| 1990     | 9.089.659           | 66,31               | 263/396             | 9.353.006 | 67,02  | 91/119   | 1º       | Mayoría absoluta |